# Banyutus insidiosus
Banyutus insidiosus is een insect uit de familie van de mierenleeuwen (Myrmeleontidae), die tot de orde netvleugeligen (Neuroptera) behoort. 
Banyutus insidiosus is voor het eerst wetenschappelijk beschreven door Navás in 1912.